# Полсборо (Нью-Джерсі)
Полсборо (англ. Paulsboro) — місто (англ. borough) в США, в окрузі Глостер штату Нью-Джерсі. Населення — 6196 осіб (2020).

## Географія
Полсборо розташоване за координатами 39°50′24″ пн. ш. 75°14′24″ зх. д. / 39.84000° пн. ш. 75.24000° зх. д. (39.839975, -75.239960).  За даними Бюро перепису населення США в 2010 році місто мало площу 6,75 км², з яких 4,91 км² — суходіл та 1,84 км² — водойми.

## Демографія
Згідно з переписом 2010 року, у селищі мешкало 6097 осіб у 2286 домогосподарствах у складі 1590 родин. Було 2533 помешкання
Расовий склад населення:
| - 54,5 % — білих - 36,7 % — чорних або афроамериканців - 0,7 % — азіатів - 0,3 % — корінних американців - 0,1 % — вихідців з тихоокеанських островів - 2,3 % — осіб інших рас |

До двох чи більше рас належало 5,3 %. Частка іспаномовних становила 8,9 % від усіх жителів.
За віковим діапазоном населення розподілялося таким чином: 28,3 % — особи молодші 18 років, 60,3 % — особи у віці 18—64 років, 11,4 % — особи у віці 65 років та старші. Медіана віку мешканця становила 33,7 року. На 100 осіб жіночої статі у селищі припадало 88,4 чоловіків;  на 100 жінок у віці від 18 років та старших — 82,4 чоловіків також старших 18 років.
Середній дохід на одне домашнє господарство  становив 51 645 доларів США (медіана — 40 925), а середній дохід на одну сім'ю — 61 706 доларів (медіана — 50 217). Медіана доходів становила 51 208 доларів для чоловіків та 37 097 доларів для жінок. За межею бідності перебувало 33,8 % осіб, у тому числі 66,4 % дітей у віці до 18 років та 6,6 % осіб у віці 65 років та старших.
Цивільне працевлаштоване населення становило 2411 осіб. Основні галузі зайнятості: роздрібна торгівля — 20,3 %, освіта, охорона здоров'я та соціальна допомога — 17,4 %, науковці, спеціалісти, менеджери — 11,0 %, транспорт — 10,7 %.